# هانس مونك
هانس مونك (بالنرويجية البوكمول: Hans Munk)‏ هو طبيب نرويجي، ولد في 20 يوليو 1770، وتوفي في 5 فبراير 1848.